# Henrik Hololei

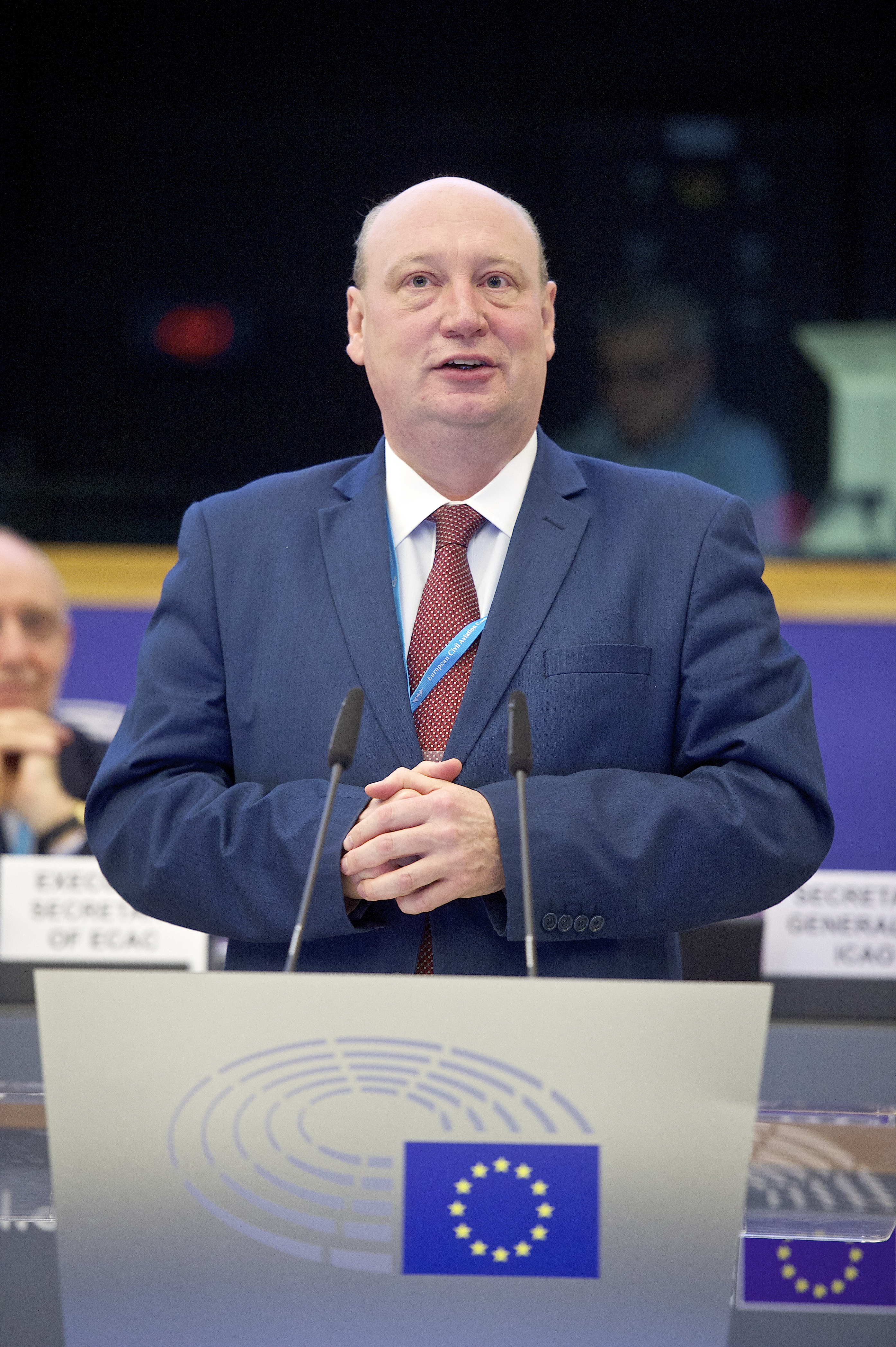
Henrik Hololei (2018)

Henrik Hololei (* 1. April 1970) ist ein estnischer Ökonom. Er leitete von Oktober 2015 bis April 2023 die Generaldirektion Mobilität und Verkehr (GD MOVE) der Europäischen Union.

## Frühe Jahre
Henrik Hololei wurde als Sohn des bekannten estnischen Sportjournalisten Gunnar Hololei (1927–2009) geboren. Nach seiner Schulzeit in Tallinn studierte er von 1988 bis 1993 Wirtschaft an der Technischen Universität Tallinn. Er verbrachte 1992 ein Auslandsjahr an der Universität Aarhus.

## Europapolitik
Von 1993 bis 1995 war er bei der estnischen Vertretung des finnischen Außenhandelsverbands tätig. Anschließend hatte er verschiedene Funktionen in der estnischen Verwaltung inne, zumeist in Verbindung mit Europa-Angelegenheiten. Im Kabinett von Ministerpräsident Mart Laar amtierte der damals parteilose Hololei von Oktober 2001 bis Januar 2002 als estnischer Wirtschaftsminister. Anschließend leitete er das Europäische Integrationsbüro der estnischen Regierung. 2004 trat er der konservativen Partei Isamaa ja Res Publica Liit bei.
Nach dem Beitritt Estlands zur Europäischen Union wechselte Henrik Hololei zur Europäischen Kommission nach Brüssel und leitete dort von 2004 bis 2013 das Kabinett des Kommissars und späteren Vizepräsidenten Siim Kallas. Von 2013 bis 2015 amtierte er als stellvertretender Generalsekretär der Europäischen Kommission. Hololei leitete ab Oktober 2015 als Generaldirektor die GD MOVE.
Im März 2023 wurde bekannt, dass Hololei zwischen 2015 und 2021 kostenlose Business-Class-Flüge der staatlichen katarischen Fluggesellschaft Qatar Airways in Anspruch genommen hatte. Während dieser Zeit verhandelte die Europäische Union mit der Staatsführung Katars über ein Flugabkommen. Von der Funktion als Generaldirektor trat Hololei im April 2023 zurück. Seitdem ist er in der Generaldirektion Internationale Partnerschaften tätig. Ende Oktober 2024 leitete die Staatsanwaltschaft der EU auf eigene Initiative Korruptionsermittlungen gegen Hololei ein.